# Alice (hudební skupina)
Alice byla plzeňská rocková hudební skupina, kterou v roce 1990 založil bubeník Jiří Mikeš Milý, jenž do skupiny pozval zpěváka Dana Bártu, se kterým už předtím hrál v několika plzeňských bigbeatových kapelách. Po necelém roku existence skupina vyjela spolu se skupinou Lucie na koncertní turné In the Sky. Jejich debutové CD Yeah! (1992) produkoval David Koller. O dva roky později vyšla druhá deska Ústa hromů a v roce 1995 poslední album Alice. Videoklip k písni „Slepej, mladej, mrtvej“ dokonce odvysílala americká MTV.
Po roce 1997 koncertovala Alice už jen sporadicky. Nové skladby už nevznikaly. Dan Bárta měl své vlastní projekty a Jiří Mikeš Malý založil novou kapelu Palice. V roce 2002 vyrazila Alice na festival do USA. Do léta 2004 pokračovala ve svých občasných koncertech a po Trutnovském festivalu koncertování Alice s Danem Bártou definitivně končí.
Na konci roku 2005 se role leadera ujal Radek Hrbáček. Kytaristu Lumíra Václavíka vystřídal Tonda Mareček a k base, místo Zdenyho Podskalského, nastoupil Ivan Habernal (z jazzové skupiny Jazz Mistake). V roce 2006 objela Alice pár letních festivalů a turné po Česku v rámci série koncertů pro vysokoškolské studenty Gaudeamus Igitur. Na jaře 2007 opustil Alici jeden z původních členů, kytarista Martin Střeska. Místo něj přišel taktéž člen „staré“ Alice – Lumír Václavík. Na podzim 2007 se skupina rozhodla v nové sestavě dál nepokračovat.
Příležitostně Alice vystupuje v původní sestavě, např.v roce 2024 objíždí v původní sestavě spoustu festivalů.

## Diskografie
- Yeah! (1992)
- Ústa hromů (1994)
- Alice (1995)